# Jean Emily Henley
Jean Emily Henley (* 3. Dezember 1910 in Chicago, Illinois; † 19. August 1994 in Shelburne Vermont) war eine Anästhesistin.
Sie war das einzige Kind von Eugene Henry Heller aus New York und Helen Esther Gutman aus Illinois. Der Großvater väterlicherseits stammte aus Österreich. Der Name wurde von Heller in Henley geändert. Der Großvater mütterlicherseits kam aus Deutschland. Beide Grossmütter kamen in New York zur Welt.
Nachdem Jean Henley ihren Bachelor of Arts am Vassar College und am Barnard College erhalten hatte, ging sie in den frühen 1930er Jahren nach Paris um Bildhauerei zu studieren.
Dann studierte sie in New York Medizin und schloss 1940 ihr Studium an der Columbia University College of Physicians & Surgeons ab. Nach Abschluss der Weiterbildung in der inneren Medizin trat sie 1944 freiwillig in die Armee ein. Am 1. März 1947 begann sie ihre Ausbildung zur Anästhesistin am Columbia-Presbyterian Medical Center, die sie 1949 abschloss. Danach ging sie in die Schweiz und nahm dort eine Einladung von Maria Daelen aus Wiesbaden an, nach Deutschland zu kommen. Ursprünglich wollte sie Deutschland nur für ein paar Tage besuchen (ihr Visum war nur für zehn Tage gültig), aber sie blieb für zwei Jahre als Gast-Arzt in Gießen, Frankfurt, Marburg, Wiesbaden, Tübingen, Berlin, Heidenheim, Hamburg und Heidelberg. Sie benutzte hier Narkosegeräte der US Army entwickelte auch aber eigene Narkosegeräte.
Im Jahre 1950 schrieb sie das erste moderne Anästhesie Lehrbuch nach 1945 in Deutschland: „Einführung in die Praxis der modernen Inhalationsnarkose“ erschienen im de Gruyter Verlag, Berlin. Dieses Lehrbuch hatte bis 1991 dreizehn Ausgaben und eine Gesamt-Auflage von mehr als 15 000 Exemplaren. Sie entwickelte Standards, die noch heute in der Anästhesiologie von Bedeutung sind.
Nach ihrer Rückkehr in die Vereinigten Staaten wurde sie Chefärztin und assoziierte Professorin am Delafield Francis Hospital in New York. Diese Positionen bekleidete sie bis zu ihrem Ruhestand im Jahr 1972. Im Jahr 1981 wurde sie zum Ehrenmitglied der Deutschen Gesellschaft für Anästhesiologie und Intensivmedizin (DGAI) ernannt. Sie verstarb am 19. August 1994 in Shelburne, Vermont.